# Ensemble Elyma
El Ensemble Elyma es un conjunto vocal e instrumental especializado en la interpretación de música renacentista y barroca. Fue fundado en Ginebra en 1981 por su director Gabriel Garrido. 
Son conocidos principalmente por sus interpretaciones de la música italiana de finales del siglo XVI y principios del XVII, sobre todo del compositor Claudio Monteverdi, del que han realizado numerosas grabaciones, y por la recuperación de obras del Barroco latinoamericano de compositores como Domenico Zipoli, Manuel de Sumaya, Juan de Araujo o Tomás de Torrejón y Velasco.
Inicialmente, el Ensemble Elyma se dio a conocer por sus interpretaciones dentro del repertorio de la flauta dulce. Posteriormente, se incorporaron al grupo nuevos integrantes, con los que abordaron un repertorio más amplio.
A lo largo de los años han obtenido numerosos premios como el Diapason d'Or, 10 de repertoire, el Choc du Monde de la Musique, etc.

## Discografía
Han grabado para las discográficas Tactus, Sinfonia y, a partir de 1992, para K617.
- 1991 - Sigismondo d'India: Arie, madrigali e baletti. Tactus 580401.
- 1992 - Il secolo d'Oro del nuovo mondo. Obras de Salazar, Fernández, Araujo, Hidalgo, Peñalosa, Franco, Ávila, Padilla, Gonzales, Juan García de Zéspedes, Torrejón. Sinfonia 91105.
- 1992 - De l'Altiplano à l'Amazonie. Lima, La Plata, Missions Jésuites (Les Chemins du Baroque, vol. 1). K617 025.
- 1992 - Domenico Zipoli: Vêpres de San Ignacio - Réductions jésuites de Chiquitos (Les Chemins du Baroque, vol. 4). K617 027.
- 1992 - Torrejon y Velasco: Musique à la Cité des Rois (Les Chemins du baroque, vol. 5). K617 035
- 1993 - Domenico Zipoli: L'Américain (Les Chemins du Baroque, vol. 6). K617 036.
- 1993 - Domenico Zipoli – L'Européen (Les Chemins du Baroque, vol. 7). K617 037
- 1994 - Juan de Araujo: L'Or et l'Argent du Haut Pérou (Les Chemins du Baroque, vol. 8). K617 038.
- 1994 - Bonaventura Rubino: Vespro per lo Stellario della Beata Vergine (Les Chemins du Baroque). K617 050 (2 CD).
- 1995 - Marco Da Gagliano: La Dafne - Opéra Baroque. K617 058.
- 1996 - Combattimento di Tancredi e Clorinda et madrigaux de la Gerusalemmne liberata. Obras de S. Bernardi, C. Montevedi, S. D'India, F. Eredi, D. Mazzochi, B. Marini, A. Cifra. K617 076 (2 CD)
- 1996 - Musique baroque à la royale Audience de Charcas. Obras de Araujo, Ceruti, Duran de la Motta, Tardio y Guzman, Chavarria, Flores. K617 064.
- 1996 - San Ignacio, l'Opéra perdu des missions jésuites de l'Amazonie. Domenico Zipoli, Martin Schmid et compositeurs indigènes anonymes. K617 065.
- 1996 - Claudio Monteverdi: L'Orfeo - Favola in musica. K617 203 (2 CD).
- 1997 - Gerusalemme Liberata - Les Larmes de Jérusalem autour du "Combatimento di Tancredi e Clorinda". Claudio Monteverdi, De Wert, Sigismondo d'India, B. Marini, D Mazzochi. K617 076.
- 1998 - Le Balet comique de la Royne. Baltazar de Beaujoyeulx - Musique de Lambert de Beaulieu. K617 080.
- 1998 - Les Vêpres Solennelles de Saint-Jean Baptiste. Roque Ceruti – Cathédrale de La Plata (Sucre, Bolivie). K617 089
- 1998 - Claudio Monteverdi: Il Ritorno dí Ulisse in Patria. K617 091 (3 CD).
- 1999 - Claudio Monteverdi: Vespro della Beata Vergine. Junto con Coro Antonio Il Verso, Coro Madrigalia y Les Sacqueboutiers de Toulouse. K617 100 (2 CD).
- 2000 - Tomas de Torrejon y Velasco: La Purpura de la Rosa (Les Chemins du baroque). K617 108 (2 CD)
- 2000 - Claudio Monteverdi: L'Incoronazione di Poppea. K617 110 (3 CD).
- 2001 - Le Phénix du Mexique. Villancicos de Sor Juana Inès de la Cruz. Mis en musique à Chuquisaca au XVIIIème siècle. K617 106
- 2001 - Mission. San Francisco Xavier. Opera y Misa de los Indios. K617 111
- 2002 - Bonaventura Aliotti: Il Sansone. K617 133
- 2002 - Fiesta criolla. Une fête pour la Vierge de Guadalupe. K617 139
- 2003 - El maestro de baile y otras tonadillas. La musique dans les théâtres de Madrid au XVIIIème siècle. K617 151
- 2004 - Musique à la Cathédrale de Oaxaca. Gaspar Fernandes - Manuel de Sumaya. K617 156
- 2005 - Claudio Monteverdi: Selva morale e spirituale. Ambronay 001 (3 CD)
- 2006 - Corpus Christi a Cusco. K617  189

Álbumes junto con otros grupos:
- 2001 - Resonanzen 2001. Viva España ! ORF. "Edition Alte Musik" CD 281 (3 CD + CD (dts)).

Recopilaciones y cajas de discos:
- 1996 - Musiques Sacrées Missionnaires. K617 070 (4 CD). . Contiene las siguientes grabaciones:
  - 1992 - De l'Altiplano à l'Amazonie. Lima, La Plata, Missions Jésuites (Les Chemins du Baroque, vol. 1)
  - 1992 - Domenico Zipoli: Vêpres de San Ignacio - Réductions jésuites de Chiquitos (Les Chemins du Baroque, vol. 4)
  - 1993 - Domenico Zipoli: L'Américain (Les Chemins du Baroque, vol. 6)
  - 1994 - Juan de Araujo: L'Or et l'Argent du Haut Pérou (Les Chemins du Baroque, vol. 8)
- 2002 - Opéra baroque en Amérique Latine. K617 132/34. Contiene las siguientes grabaciones: 
  - 1996 - San Ignacio, l'Opéra perdu des missions jésuites de l'Amazonie
  - 2000 - Tomas de Torrejon y Velasco: La Purpura de la Rosa (Les Chemins du baroque)
  - 2001 - Mission. San Francisco Xavier. Opera y Misa de los Indios
- 2003 - Monteverdi : Les trois opéras. K617. Contiene las siguientes grabaciones: 
  - 1996 - Claudio Monteverdi: L'Orfeo - Favola in musica
  - 1998 - Claudio Monteverdi: Il Ritorno dí Ulisse in Patria
  - 2000 - Claudio Monteverdi: L'Incoronazione di Poppea

- Datos: Q5379948